# SMS Kronprinzessin Erzherzogin Stephanie
 (avril 2020).
Si vous disposez d'ouvrages ou d'articles de référence ou si vous connaissez des sites web de qualité traitant du thème abordé ici, merci de compléter l'article en donnant les références utiles à sa vérifiabilité et en les liant à la section « Notes et références ».
Le SMS Kronprinzessin Erzherzogin Stephanie était un cuirassé à coque en fer de classe Kronprinz construit par l'Autriche-Hongrie à partir de 1884.